# Контрада Анђели (Лече)
Контрада Анђели (итал. Contrada Angeli) је насеље у Италији у округу Лече, региону Апулија.
Према процени из 2011. у насељу је живело 35 становника. Насеље се налази на надморској висини од 67 м.